# Перица Пурић
Перица Пурић је српски фолк певач, рођен у месту Мала Брусница, општина Брод.

## Песме
- Ала уровица
- Боли срце боли душа
- Даћу злато гатарма
- Још увијек се не дам
- Коцкар
- Она ми долази у снове
- Потражи љубав
- Ријека врелих суза
- Рулет среће
- Срешћемо се можда
- Судбине смо исти
- Све сам битке издржао
- Ти си моја ријека
- Усне кад се споје
- Вјечна срећа
- Сузана
- Врата среће
- Чаршија
- Судњи Дан
- Иди и памти
- Завичај је један
- Изгубљена љубав
- Лажна игра
- Још увијек се надам